# Firstness
Firstness ist ein Filmdrama von Brielle Brilliant, das im August 2021 beim Outfest LA seine Premiere feierte. Der Emo- und Indierock-Musiker Tim Kinsella ist in Firstness in seiner ersten Rolle in einem Spielfilm zu sehen.

## Handlung
Um sein Leben wieder in Ordnung zu bringen, unterzieht sich der alleinerziehende Vater Keith einer experimentellen Therapie namens „Infinite Beginnings“. In dieser Zeit freundet sich sein Kind Tavi mit dem erst kürzlich aus dem Gefängnis entlassenen Julian an.

## Produktion
Regie führte Brielle Brilliant, die auch das Drehbuch schrieb. Es handelt sich nach dem Kurzfilm Streakers aus dem Jahr 2018 um ihr Spielfilmdebüt. Ebenfalls 2018 veröffentlichte sie bei Featherproof Books das Buch The SPUD, in dem sie nach einem Amoklauf durch Anthony Paxton den Bruder des Todesschützen und dessen größten Fan auf einen gemeinsamen Roadtrip durch Idaho schickt, während dem sie selbst in eine gefährliche Situation geraten.

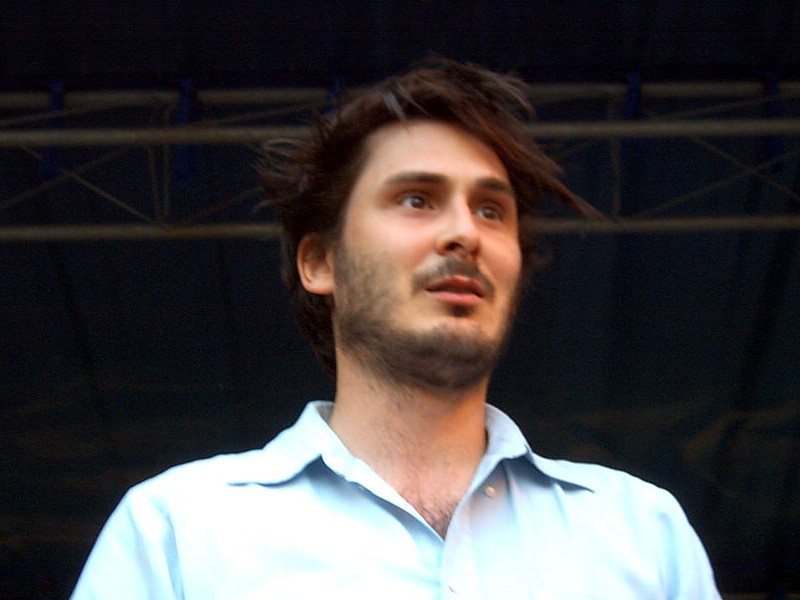
Tim Kinsella spielt den Vater Keith

In den Hauptrollen zu sehen sind Tim Kinsella in der Rolle von Keith, Spencer Jording in der Rolle seines Kindes Tavi und Caleb Cabrera als Exsträfling Julian. Kinsella, eigentlich Musiker, spielte bereits in Brilliants Kurzfilm Streakers. Wie für Kinsella handelt es sich auch um Jordings Spielfilmdebüt. Jording kommt, wie auch Brilliant, aus Brooklyn. Sie lernte ihn kennen, als er selbst noch für sich die geschlechtsneutralen Pronomen xir und xie benutzte, heute lebt Jording aber als Junge. Amy E. Blackburn spielt Anne, Produzentin Bridget Botchway Bradley übernahm die Rolle von Olivia und Michael Bricker die von Richard.
Die Dreharbeiten fanden ab Mitte Oktober 2019 in Carrizozo, Tularosa, Capitan, Ruidoso und Alamogordo in New Mexico statt. Als Kameramann fungierte Ben Mullen.
Die Premiere mit Publikumsbeteiligung erfolgte am 13. August 2021 beim Outfest LA.

## Auszeichnungen
Outfest LA 2021
- Auszeichnung mit dem Großen Preis der Jury als Bester US-Spielfilm (Brielle Brilliant)[6]